# Irena Gillarová
Irena Gillarová, dříve Šedivá (* 19. ledna 1992, Příbram) je česká atletka, reprezentantka v hodu oštěpem.
Sportovní kariéru začínala jako běžkyně přespolních běhů. V roce 2009 se jako členka TJ Lokomotivy Beroun kvalifikovala na mistrovství světa do sedmnácti let. V současnosti závodí za TJ Duklu Praha pod vedením trenéra Jana Železného.
V letech 2015-2017 kombinovala sport se studiem na Virginia Tech University v USA, kde dvakrát zvítězila na prestižním NCAA šampionátu. 
Na letní Univerziádě 2015 získala bronz. Na mistrovství Evropy 2018 se umístila na 7. pozici a byla finalistkou mistrovství světa 2020. 